# Atrapada a les profunditats
Atrapada a les profunditats (títol original en anglès, Breaking Surface) és una pel·lícula dramàtica de terror del 2020 escrita i dirigida per Joachim Hedén i protagonitzada per Moa Gammel Ginsburg i Madeleine Martin. La pel·lícula es va rodar a Bèlgica, Strömstad, Lofoten i Göteborg. Es va estrenar al festival de cinema Nightstream de forma virtual l'octubre de 2020. S'ha doblat i subtitulat al català.